# Ostrów Tumski de Wrocław
Ostrów Tumski (en allemand Dominsel, les deux signifiant « l'île de la cathédrale »), à Wrocław, est le plus vieux quartier de la ville. Construit sur une île ("ostrów", en vieux polonais), sur le fleuve Oder.

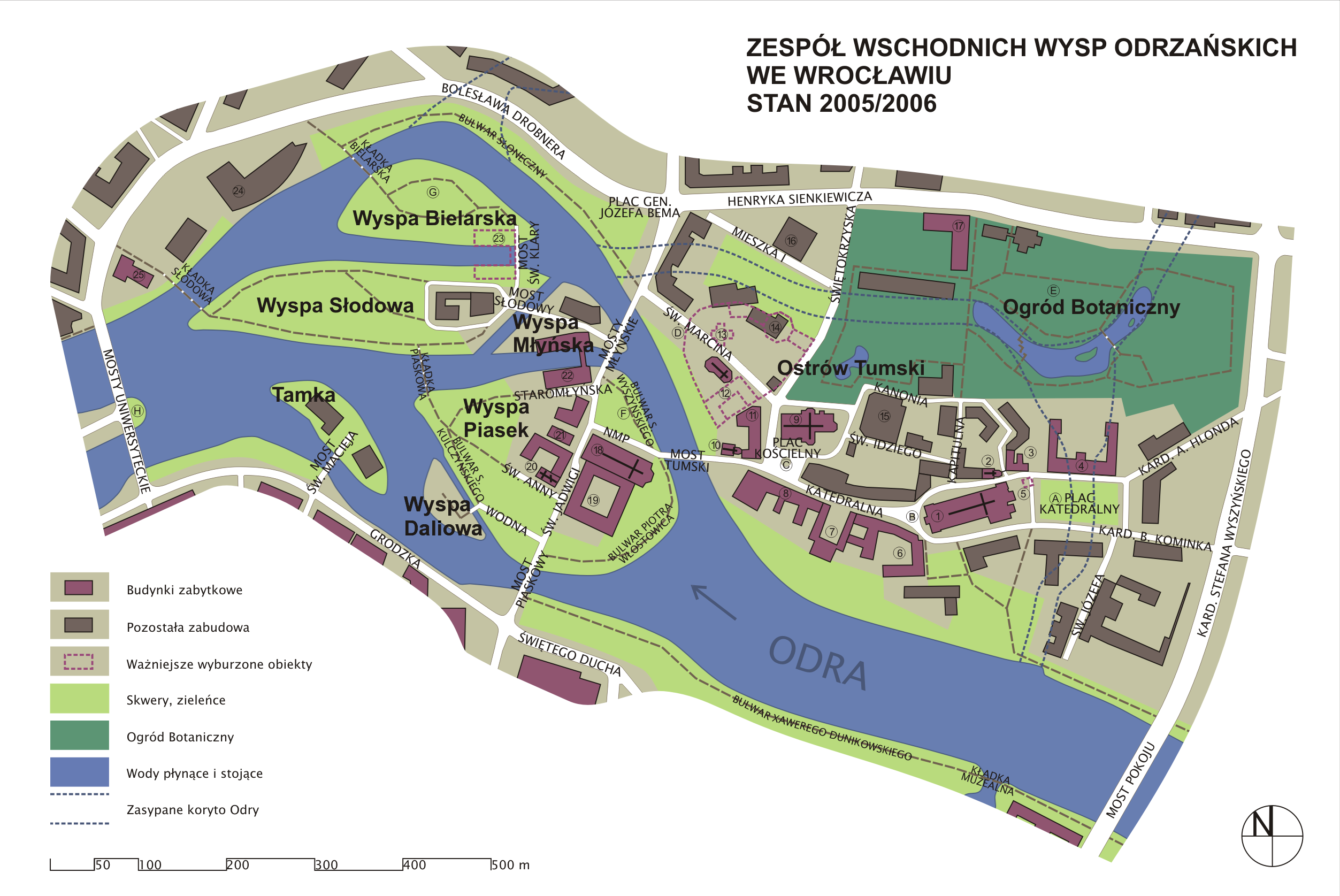
Ostrów Tumski (à droite)

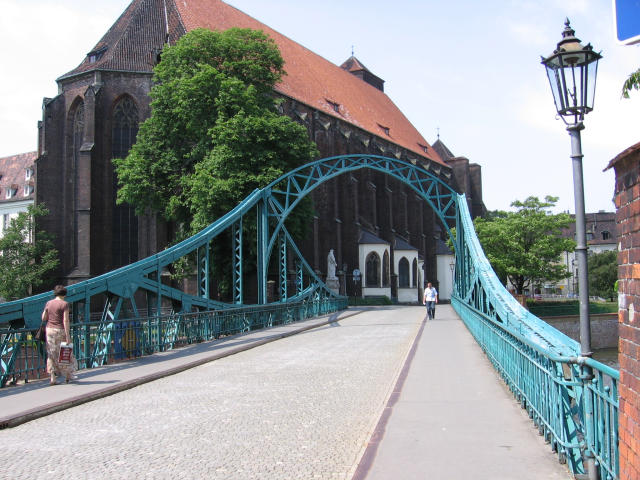
Le pont Tumski - en arrière-plan l'île de sable de Wrocław - (Wyspa Piasek) et l'Église de la Vierge Marie la plus sainte - (kościół Najśw. Marii Panny)
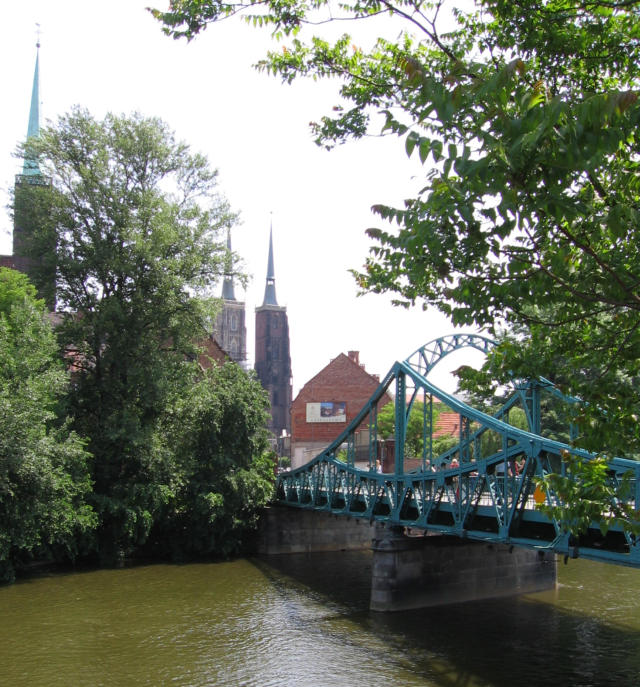
Le pont de Tumski - en arrière-plan Ostrów Tumski et la cathédrale de Wrocław
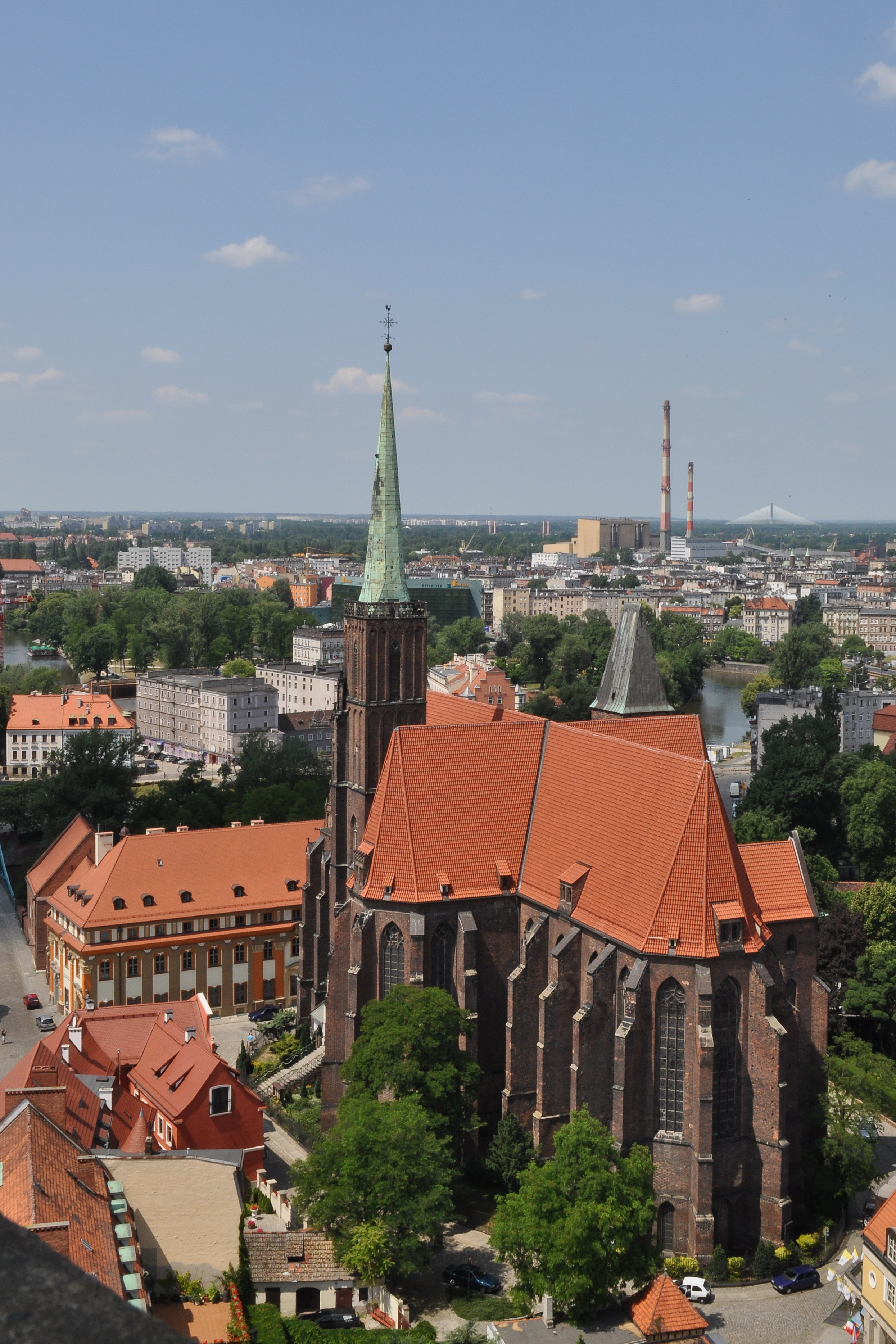
Église de la Sainte-Croix et Saint-Barthélémy
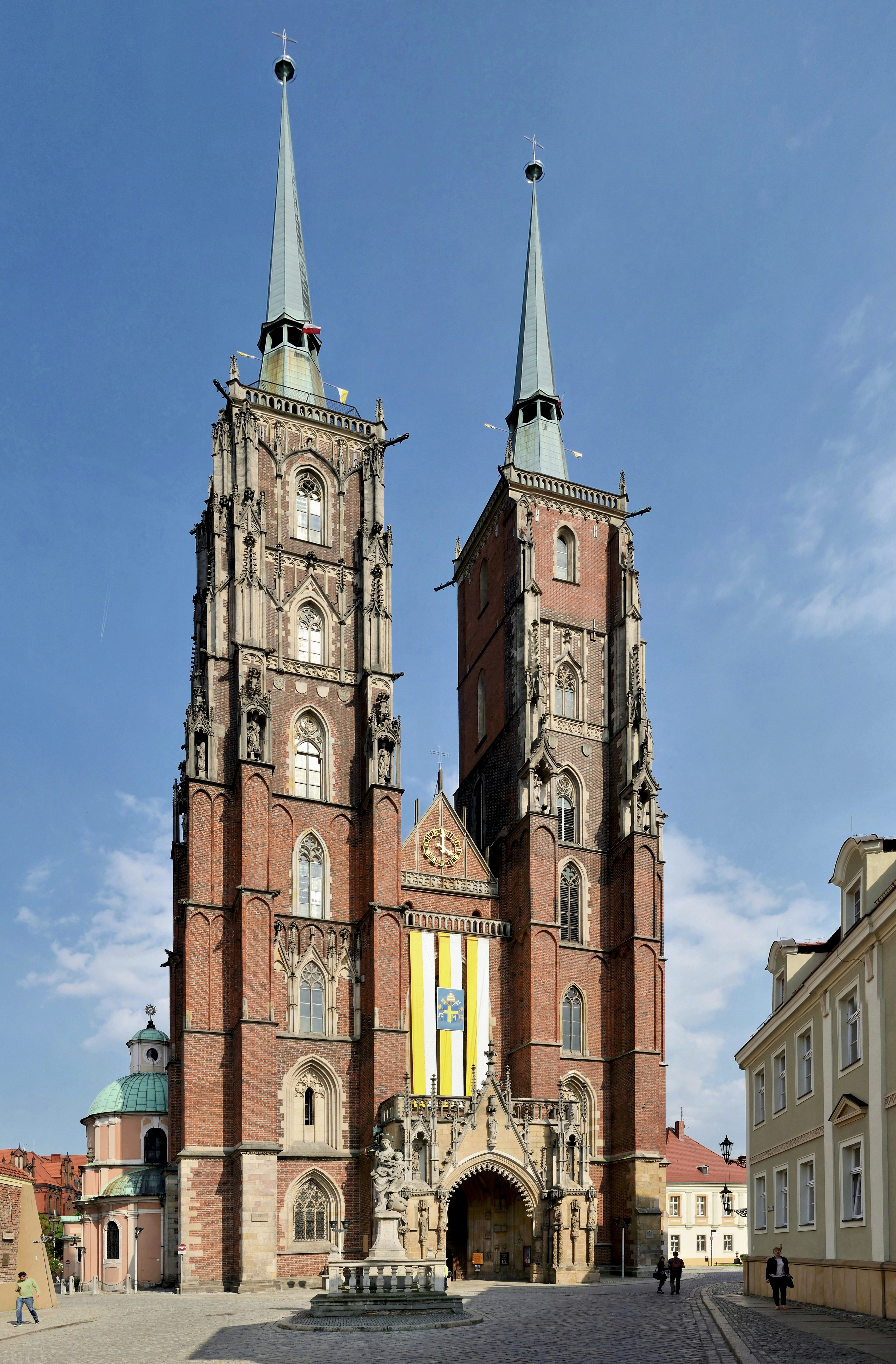
Cathédrale Saint-Jean-Baptiste - (Archikatedra św. Jana Chrzciciela)
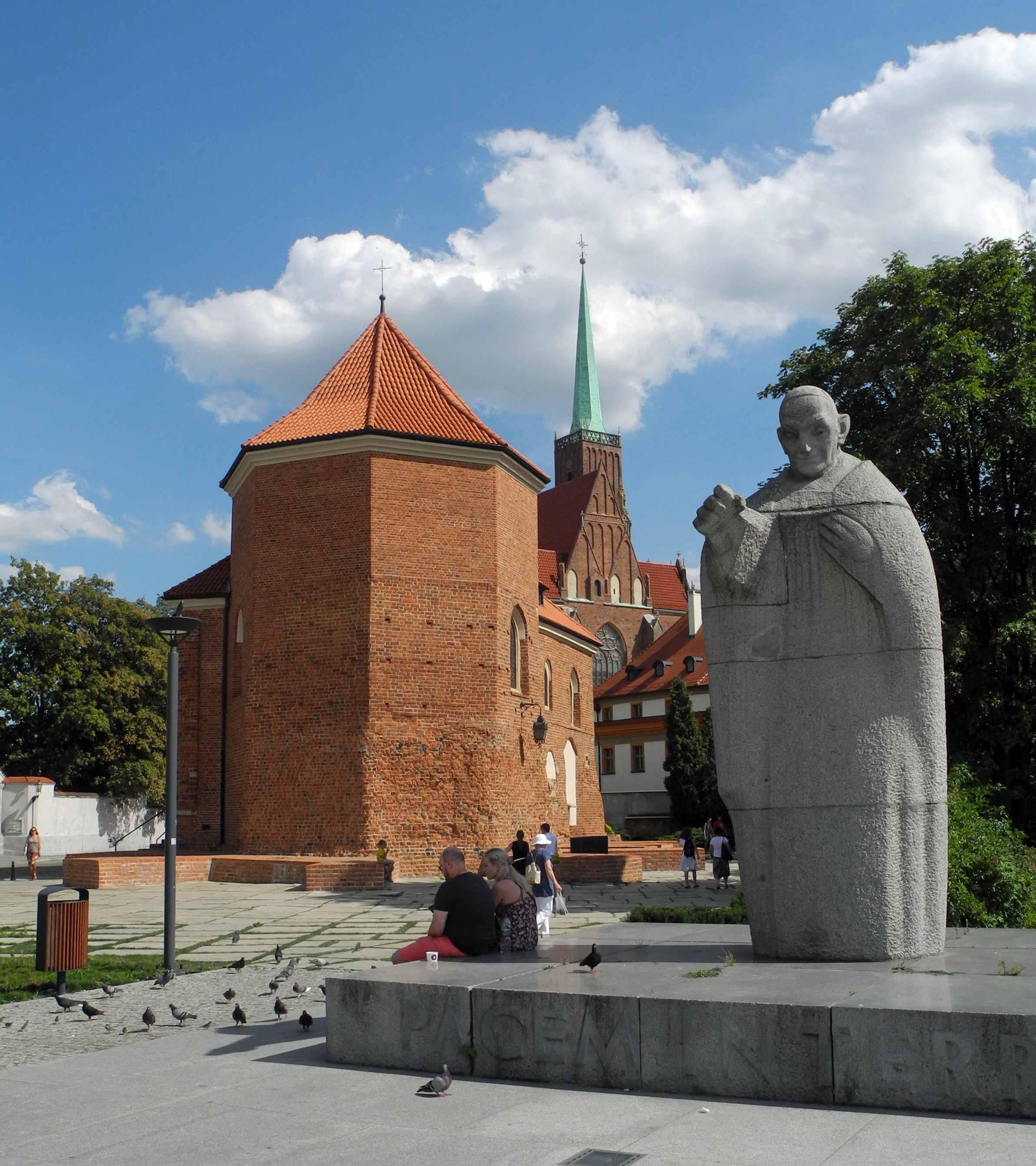
Statue du pape Jean XXIII
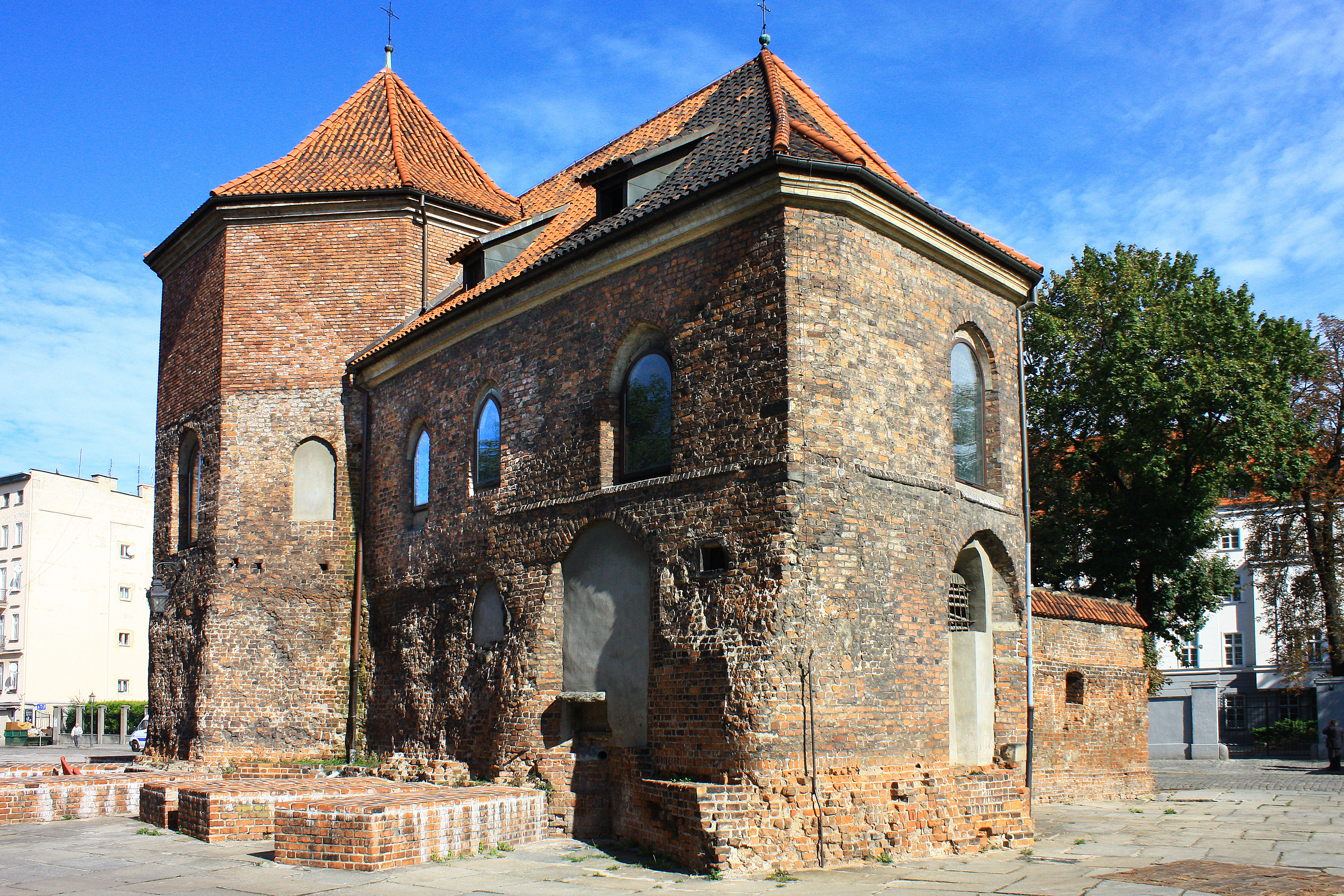
Église Saint-Martin - (kościół św. Marcina)
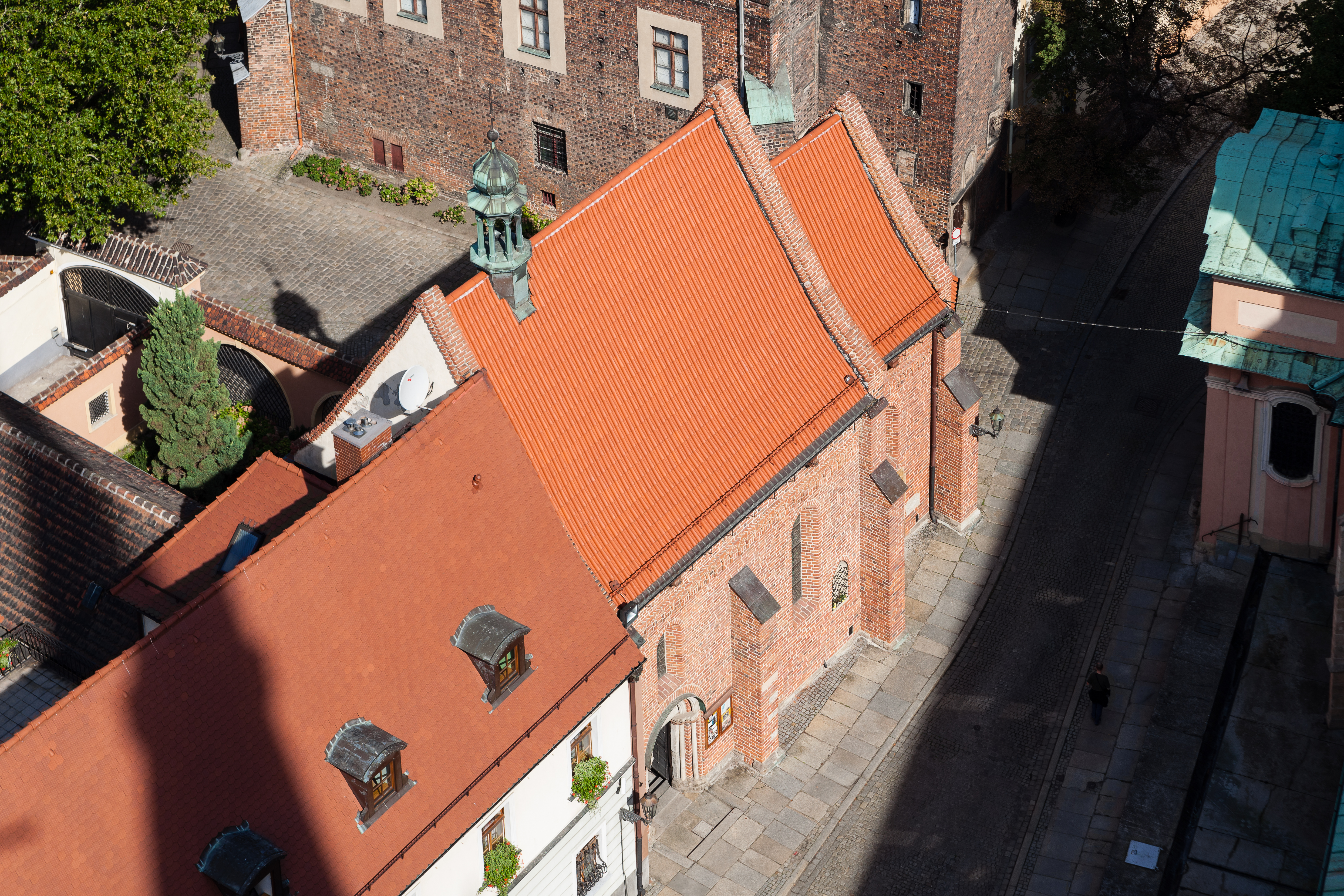
Église Saint-Gilles - (kościół św. Idziego)
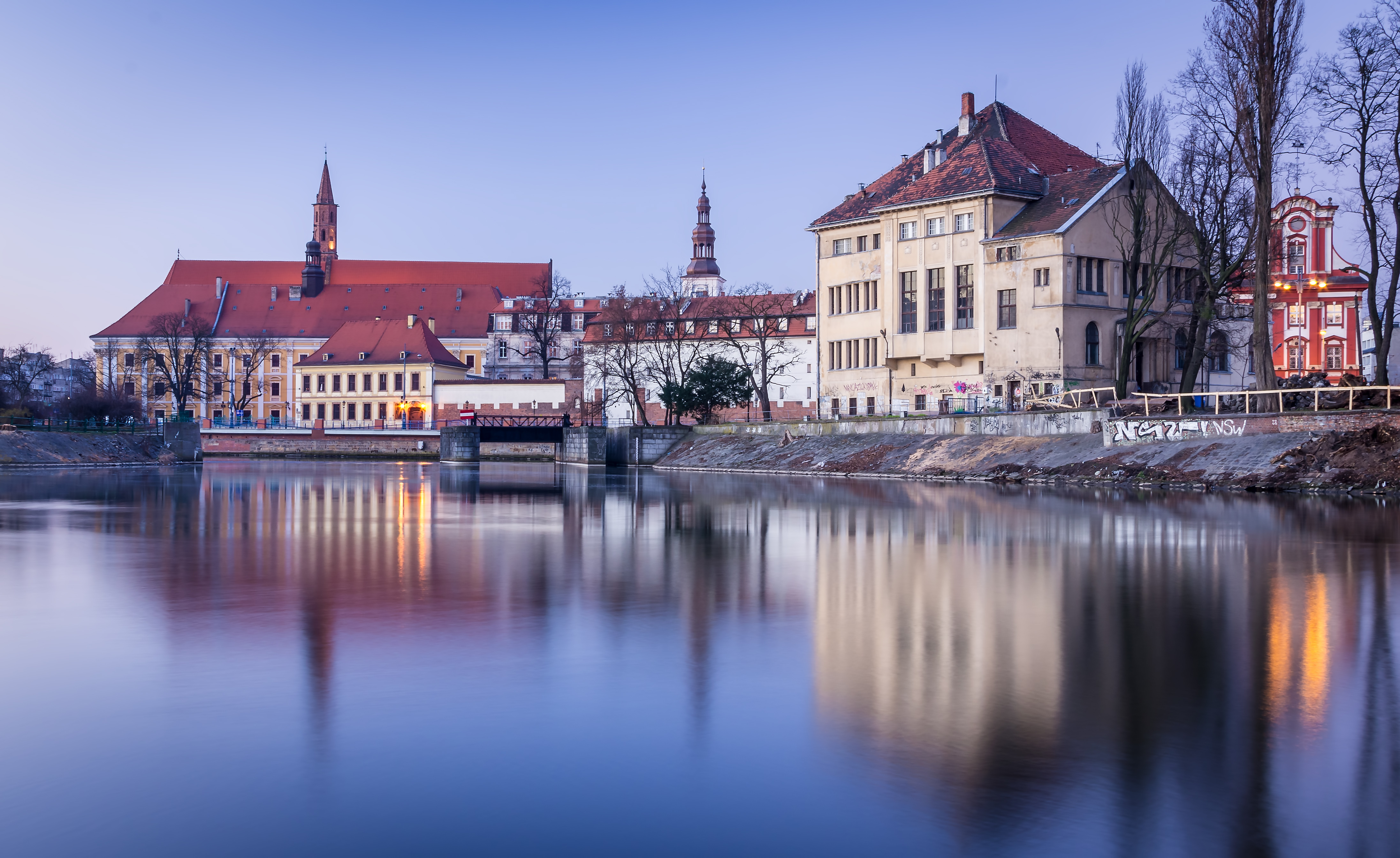
Les îles de Ostrów Tumski de Wrocław.